# Breviar
Breviar (lat. breviarium 'kort fortegnelse', af brevis 'kort') kaldes den latinske bønnebog, som ved de daglige gudstjenester (bedetimerne, horae canonicae) uden for messen og ved privatbøn skal bruges af alle romersk-katolske gejstlige af højere grad (fra underdiakoner og opefter). Breviarer omfatter gammeltestamentlige salmer, takke-, lov- og bedebønner, stykker af gammel og ny testamente samt af kirkefædrenes homilier, hymner osv.
Navnet kommer af latin brevis ('kort') og synes at hidrøre fra, at man allerede i gammel tid brugte en sammentrængt, til dels med afkortninger skrevet samling af bønner, skriftstykker m.m. Disse samlinger blev efterhånden temmelig lange og uensartede, hvorfor Gregor VII afkortede dem til Breviarium Romanum (1074), som man i de følgende århundreder søgte at skaffe enegyldighed, uden at det dog lykkedes. Enheden skaffedes først til veje af Pius V ved det 1568 udgivne reviderede Breviarium Romanum, der senere er undergået nye revisioner 1602 og 1631.
Et breviar består af fire dele, efter de fire årstider; hvert af disse afsnit falder igen i fire dele: Psalterium, salmer for de syv ugedage; Proprium de tempore for kristusfesterne; Proprium de sanctis for helgenfesterne; Commune sanctorum for de fester der ikke har særlige bønneformularer. Dertil kommer endnu adskillige tillæg: bønner til Jomfru Maria og for de afdøde, bodssalmerne, bordbøn, rejsebøn osv.
Også den græsk-katolske kirke har sit breviar, der kaldes horologion.